# Quitus zurucucho
Quitus zurucucho is een rechtvleugelig insect uit de familie Romaleidae. De wetenschappelijke naam van deze soort is voor het eerst geldig gepubliceerd in 1994 door Amédégnato & Poulain.